# Triolena hygrophylla
Triolena hygrophylla är en tvåhjärtbladig växtart som först beskrevs av Charles Victor Naudin, och fick sitt nu gällande namn av Louis Otho Otto Williams. Triolena hygrophylla ingår i släktet Triolena och familjen Melastomataceae. Inga underarter finns listade i Catalogue of Life.